# Taboo (seriál)
Taboo je britský televizní seriál, vytvořený pro BBC One a FX. Premiérový díl byl odvysílaný ve Velké Británii 7. ledna 2017 na BBC One, ve Spojených státech dne 10. ledna 2017 na FX. Seriál obsahuje první řadu po osmi dílech, druhá řada se plánuje. První řada seriálu se odehrává v Londýně roku 1814, a pojednává o osudech smyšlené postavy Jamese Delaneye, který se vrací z Afriky, a zdědí po svém otci území, na které si činí nárok USA a Britská Východoindická společnost.

## Hrají
- Tom Hardy – James Keziah Delaney, syn Horace Delaneye,
- Leo Bill – Benjamin Wilton,zapisovatel u východoindiské společnosti
- Jessie Buckleyová – Lorna Bowová, vdova po Horaci Delaney,
- Oona Chaplinová – Zilpha Gearyová, nevlastní sestra Jamese Delaneye
- Mark Gatiss – král Jiří IV.,
- Stephen Graham – Atticus, informátor a spojenec Delaneye
- Jefferson Hall – Thorne Geary, manžel Zilphy
- David Hayman – sluha Jamese Delaneye
- Jonathan Pryce – sir Stuart Strange, předseda Východoindické společnosti